# Амбрис, Игнасио
Маркос Игнасио Амбрис Эспиноса (исп. Marcos Ignacio Ambriz Espinoza; род. 7 февраля 1965, Мехико) — мексиканский футболист и футбольный тренер. В качестве игрока известен по выступлениям за «Некаксу» и сборную Мексики. Участник чемпионата мира 1994 года.

## Биография

### Клубная карьера
Амбрис начал карьеру в клубе «Некакса». В 1983 году он дебютировал за команду в мексиканской Примере. Игнасио не часто проходил в основу и в 1986 году перешёл в «Саламанку» для получения игровой практики, но ни там, ни в следующем своём клубе «Леоне» надолго не задержался. В 1989 году Амбрис вернулся в «Некасу». На этот раз он завоевал место в основе и стал одним из лидеров команды. В сезонах 1994/95 и 1995/96 Игнасио помог команде выиграть чемпионат Мексики, а также завоевать Кубок Мексики и одержать победу в Лиге чемпионов КОНКАКАФ.
В 1996 году он провёл сезон, выступая за «Атланте», а в следующем году успел поиграть за «Пуэблу» и «Селаю». В 1999 году Амбрис в третий раз вернулся в «Некаксу», где после двух сезонов завершил карьеру.

### Международная карьера
В 1992 году Амбрис дебютировал за сборную Мексики. В 1993 году он стал серебряным призёром Кубка Америки в составе национальной команды и выиграл Золотой кубок КОНКАКАФ. На турнире Игнасио сыграл в матчах против сборных Канады, США, Коста-Рики, Ямайки и Мартиники. Во встречах против американцев и ямайцев он забил гол.
В 1994 году Амбрис попал в заявку национальной команды на участие в чемпионате мира в США. На турнире он сыграл в поединках против сборных Болгарии, Ирландии, Италии и Норвегии.
В 1995 году Игнасио принял участие в Кубке Америки, а также помог сборной завоевать бронзовые медали на Кубке короля Фахда.

### Тренерская карьера
В 2002 году Игнасио Амбрис начал тренерскую карьеру. Его первым клубов в новом статусе стала «Пуэбла». С 2003 по 2009 год работал в Испании помощником главного тренера — сначала в «Осасуне», а затем в мадридском «Атлетико». После возвращения на родину работал с «Сан-Луисом», «Гвадалахарой», «Керетаро», «Америкой», «Некаксой».
В 2016 году привёл «Америку» к победе в Лиге чемпионов КОНКАКАФ.
В 2018 году выиграл Кубок Мексики (Клаусура) с «Некаксой», после чего перешёл в «Леон». В 2020 году привёл команду к восьмому титулу чемпионов страны — в единственном за год чемпионате, поскольку из-за пандемии COVID-19 Клаусура-2020 была досрочно завершена без определения чемпиона.

## Достижения
В качестве игрока
- Чемпион Мексики (2): 1994/95, 1995/96
- Обладатель Кубка Мексики (1): 1994/95
- Обладатель Кубка чемпионов КОНКАКАФ — 1994
- Обладатель Золотого кубка КОНКАКАФ (1): 1993
- Финалист Кубка Америки (1): 1993
- Бронзовый призёр Кубка конфедераций (короля Фахда) (1): 1995

В качестве тренера
- Обладатель Кубка Мексики (1): Клаусура 2018
- Чемпион Мексики (1): 2020